# Větrný mlýn (Libhošť)
Větrný mlýn holandského typu se nachází v obci Libhošť, okres Nový Jičín. Byl zapsán do Ústředního seznamu kulturních památek ČR.

## Historie
Větrný mlýn stojí na kopci v nadmořské výšce 326 m severozápadně od obce. První písemná zmínka pochází z roku 1842 a další z roku 1875. V roce 1900 bylo vnitřní zařízení demontováno a mlýn přestavěn na obytný dům. Přízemí sloužilo jako hospodářská část a patro bylo obýváno. Během druhé světové války byla poškozena střecha. V polovině padesátých let byla za finanční dotace památkového úřadu v Brně opravena střecha, zvětšena okna a zdvojena podlaha. V období 1977–1978 byla provedena oprava, na střechu stát dodal 3000 šindelů. V devadesátých letech byla stavba opravována. 

## Popis
Větrný mlýn je trojpodlažní válcová zděná stavba na kruhovém půdorysu, zakončená kuželovou střechou krytou šindelem. Mlýn je devět metrů vysoký, má průměr 9 m a vnější obvod 28 m. Kamenné zdi u paty objektu jsou silné jeden metr. Na severozápadní straně stojí obytná přístavba, původně deštěná kůlna.